# Johann Christoph Pepusch
Johann Christoph Pepusch (ur. 1667 w Berlinie, zm. 20 lipca 1752 w Londynie) – niemiecki kompozytor okresu baroku.

## Życiorys
Pepusch w wieku lat 14 został zatrudniony na dworze pruskim. Około roku 1700 osiedlił się w Anglii. Mecenasem kompozytora był James Brydges, 1. hrabia Carnarvon i 1. książę Chandos, znany także jako największy mecenas Haendla.
Najbardziej znany jako aranżer słynnej The Beggar's Opera (Opery Żebraczej) z roku (1728) – do libretto autorstwa Johna Gaya. Skomponował wiele sonat na obój, flet prosty i skrzypce.
Pepusch zaangażował się też w badania nad muzyką czasów dawniejszych jako jeden z założycieli londyńskiej Academy of Ancient Music, której dyrygentem był do śmierci w 1752 r.